# 霍齐亚·吉尔
霍齐亚·吉尔（英語：Hosea Gear，1984年3月16日—），新西兰男子橄榄球运动员。他曾代表新西兰七人制国家队参加2010年英联邦运动会七人制橄榄球比赛，获得一枚金牌。

## 家庭
哥哥里科·吉尔。